# 盧薩卡縣

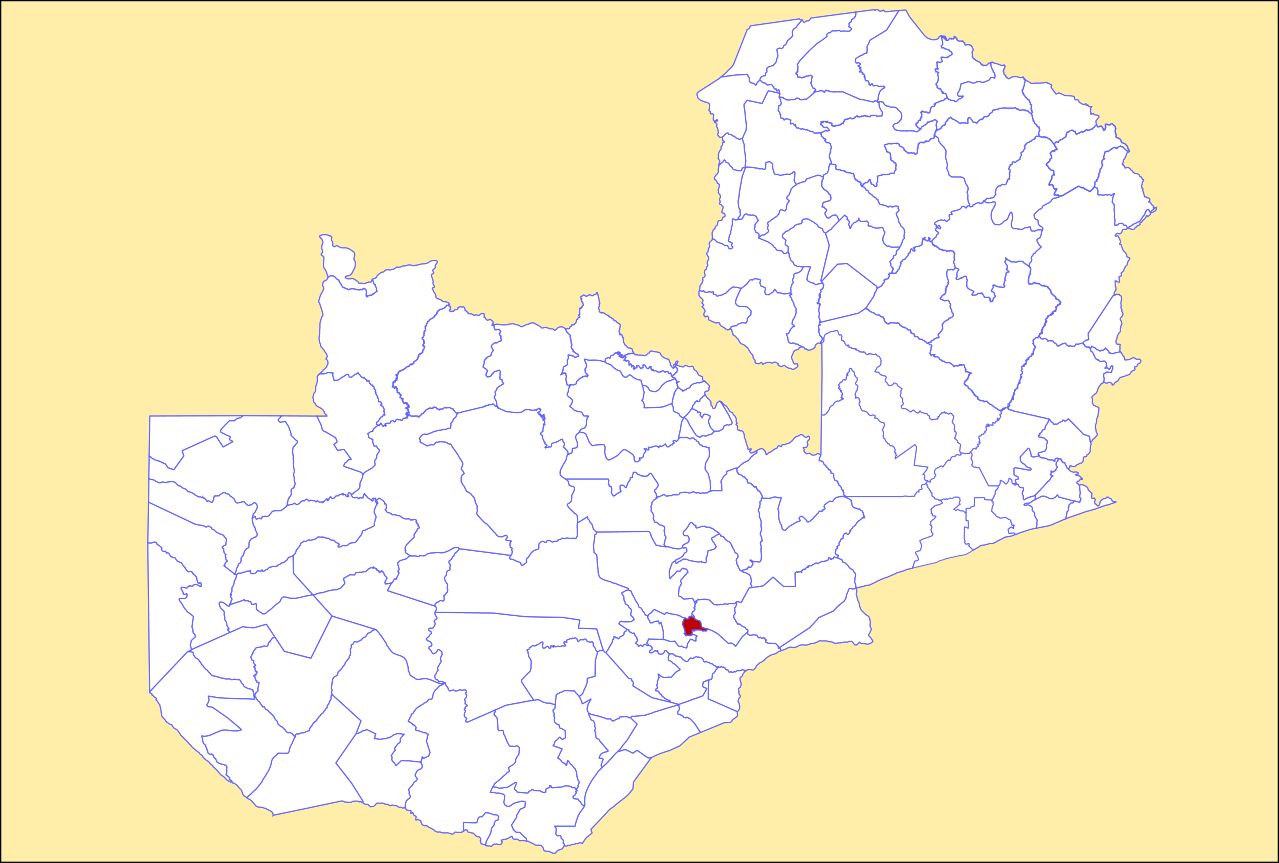

15°25′S 29°00′E / 15.417°S 29.000°E
盧薩卡縣（英語：Lusaka District），是贊比亞的縣份，位於該國中南部，由盧薩卡省負責管轄，首府設於盧薩卡，面積360平方公里，2010年人口1,747,152，人口密度每平方公里4,853人。